# Abdolrahim Gavahi
Abdolrahim Gavahi (persiska: عیدالرحیم گواهی), född 1944 i Teheran i Iran, är en iransk diplomat, religionsvetare, översättare och Irans tidigare ambassadör i Sverige.
Abdolrahim Gavahi har akademiska examina från Abadans Teknologiska Institut och Irans Institut för Administrativa Studier. Han doktorerade 1985 i teologi vid Uppsala universitet. Avhandlingen publicerades med titeln The Islamic Revolution of Iran: Conceptual Aspects and Religious Dimensions (1987). Hans handledare var professor Jan Bergman.
Han påbörjade en diplomatisk karriär i Iran efter revolutionen 1979 och var ambassadör i Sverige och i Japan på 1980-talet. Under sin tid som ambassadör i Sverige togs han som gisslan av en grupp exiliranier vilket ledde till att svensk kravallpolis gick till storms mot ambassaden på Lidingö den 24 augusti 1981. Han har haft flera höga poster inom iranska staten och även varit chef för den ekonomiska samarbetsorganisationen ECO.
Gavahi har översatt ett trettiotal fackböcker inom humaniora till persiska, däribland Edward Saids Orientalism och Annmarie Schimmels Mystical Dimensions of Islam.